# Gelifluxão
A gelifluxão é um processo geológico muito similar à solifluxão, e descreve a ação do ciclo de congelamento e degelo sobre o terreno encharcado que induz ao deslizamento de terra. A gelifluxão é proeminente em regiões periglaciais, onde a neve cai por um período de seis a oito meses todos os anos. Na primavera, a neve e o gelo derretem, e em poucos dias a paisagem é inundada por um montante de água equivalente ao da chuva que cai no período de um ano. O solo fica saturado e passa a fluir como um líquido. A gelifluxão é então o movimento maciço desse solo liquefeito que pode ocorrer em declives cuja inclinação é menor que meio grau.

## Formações geológicas de gelifluxão
As formações mais distintas criadas pela gelifluxão inclui os lóbulos e os bancos de gelifluxão. Os lóbulos de gelifluxão são depósitos lobulares de material que fluiu terreno abaixo, eles tendem a se formar em declives entre 10° e 20°, enquanto os bancos de gelifluxão se referem aos depósitos em terraço formado em declives mais suaves, com um longo eixo correndo ao longo do contorno da encosta. A gelifluxão pode ser classificada em lóbulos de pedra ou de turfa, dependendo da cobertura de vegetação.
Um lóbulo é geralmente medido em termos de sua elevação frontal e seu comprimento ao longo do topo, os lóbulos de gelifluxão costumam ter mais se elevar a mais de 5 m e se estender por mais de 50 m.